# Ishigaki
|  | Per a altres significats, vegeu «Ishigaki (ciutat)». |

Ishigaki (石垣島, Ishigaki-jima, yaeyama i okinawenc: Ishigachi), també coneguda com a Ishigakijima és una illa de les illes Yaeyama, al Japó. És la segona illa més gran del grup d'illes Yaeyama. Està inclosa dins de la ciutat d'Ishigaki, a la prefectura d'Okinawa. La ciutat funciona com a centre de negocis i transport de l'arxipèlag. L'Aeroport d'Ishigaki és el més gran de les illes Yaeyama, i l'aeroport de tercera classe més gran del Japó.

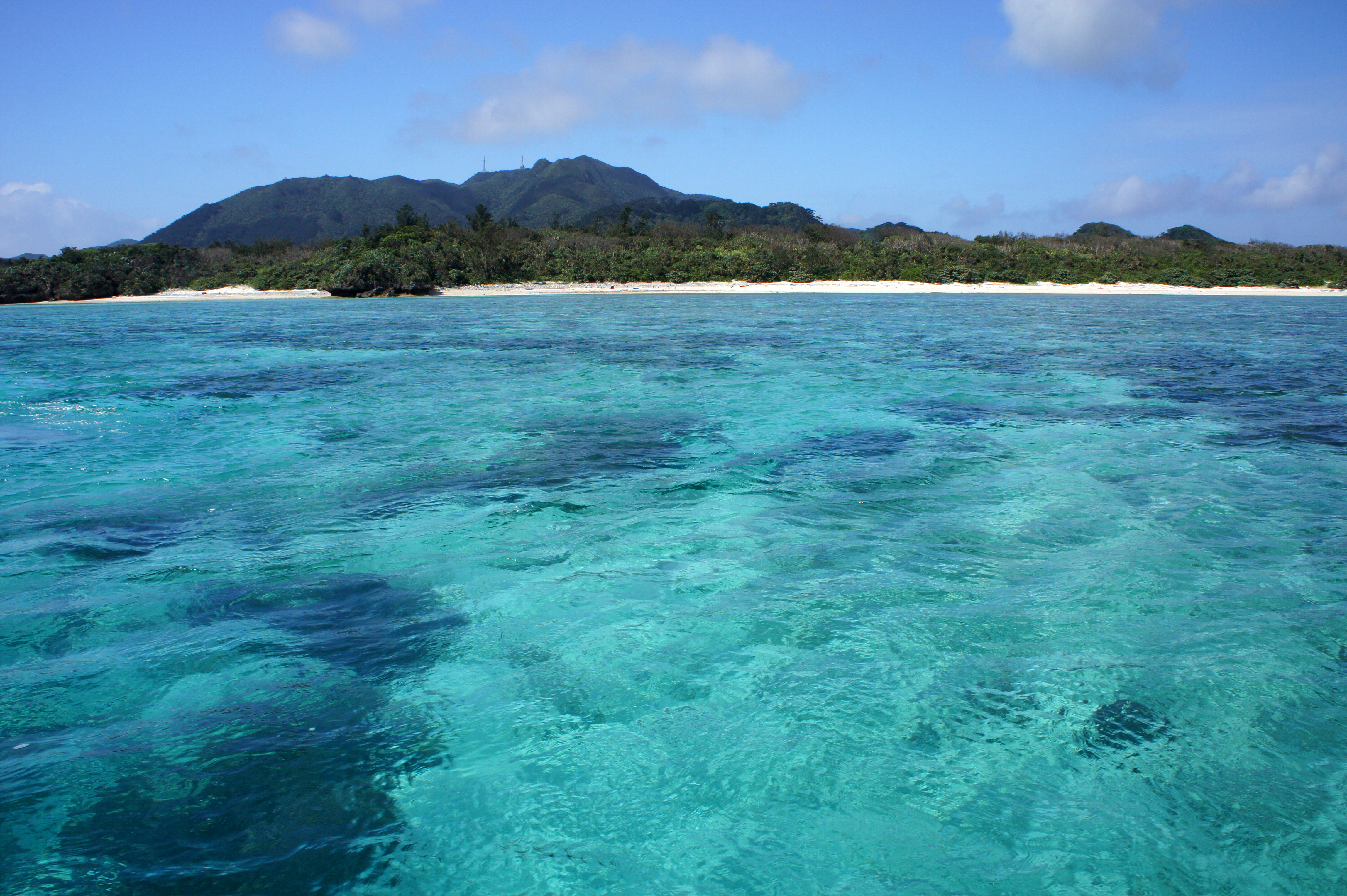
Badia de Kabira d'Ishigaki

L'illa d'Ishigaki, com la resta de les illes d'Okinawa, té influències culturals del Japó i la Xina degut a la seva ubicació entre la Xina continental i el Japó.
Un tsunami de gran alçada afectà l'illa d'Ishigaki el 1771.